# Klaus Hempel
Klaus Jörgen Hempel (* 1947 in Neuss) ist ein deutscher Sportvermarkter. Er gilt zusammen mit Jürgen Lenz als Erfinder der Fußball-Champions-League.

## Leben
Hempel, Sohn eines Möbelhändlers aus Neuss, studierte Betriebswirtschaftslehre, unter anderem von 1967 bis 1969 an der Universität Hamburg, und schloss das Studium in Münster ab. Hernach war er in Hamburg für das Unternehmen Unilever beruflich tätig. 1977 wechselte er zu Adidas und wurde in der Niederlassung des Sportartikelkonzerns in Frankreich Leiter der Vermarktungsabteilung. Hempel war ab 1981 Vorstandsvorsitzender und Geschäftsführer der von Adidas-Eigner Horst Dassler gegründeten Sportvermarktungsgesellschaft ISL Marketing AG mit Sitz in Luzern. Die ISL kaufte beginnend mit der Fußballweltmeisterschaft 1982 Vermarktungs- und Fernsehrechte von Sportgroßveranstaltungen, darunter Fußballwelt- und Europameisterschaften. Hempel trat im November 1982 schriftlich an Juan Antonio Samaranch, den damaligen Vorsitzenden des Internationalen Olympischen Komitees (IOC), heran: 1983 begannen Verhandlungen zwischen dem IOC und der ISL. Die ISL, die die Exklusivrechte an den Olympischen Spielen erhielt, und Hempel waren an der Entwicklung des IOC-Sponsorenprogramms TOP beteiligt, das dem IOC Milliardeneinnahmen verschaffte. Hempel war bis 1991 für die ISL Marketing AG tätig.
1991 gründete er gemeinsam mit Jürgen Lenz die Television Event and Media Marketing AG, abgekürzt T.E.A.M. Sitz der Sportrechte-Vermarktungsgesellschaft wurde Luzern. 1992 erhielt ein von Hempel und Lenz entwickeltes Vermarktungskonzept zur Neugestaltung des Europapokals von der UEFA den Zuschlag. Als Name wurde Champions League ausgewählt, der ebenso auf einen Vorschlag von Hempel und Lenz zurückging wie weitere äußere Erkennungszeichen des Wettbewerbs, darunter die vor jedem Spiel erklingende Hymne und das Sternenbanner. Hempel und Lenz wurden als „Champions-League-Erfinder“ bezeichnet, ihnen wurde zugeschrieben, mit der Entwicklung ihres Konzepts für den UEFA-Wettbewerb als Vorbild in der Vermarktung von Sportgroßereignissen gedient zu haben. Zur Bereitstellung der von der UEFA für die ersten beiden Spieljahre der Champions League geforderten Sicherung in Höhe von 150 Millionen Franken gewannen Hempel und Lenz die Industriellen Arend Oetker und Otto Wolff von Amerongen.
Neben der Champions League vermarktete Hempel mit seinem Unternehmen unter anderem auch die Wiener Philharmoniker und den Eurovision Song Contest. 1999 übernahm die Highlight Communication AG 80 Prozent der Anteile an der Television Event and Media Marketing AG, Hempel und Lenz behielten 20 Prozent. Im Mai 2000 wurde Hempel Mitglied des Verwaltungsrates der Highlight Communication AG und blieb dies bis Ende Januar 2004. In der im Januar 2003 von der Zeitung Die Welt veröffentlichten Auflistung der einflussreichsten Persönlichkeiten des deutschen Sports wurde Hempel auf dem 53. Platz geführt.
Hempel und Lenz gaben am 1. Februar 2004 die Geschäftsführung der Television Event and Media Marketing AG ab, gleichzeitig wurde veröffentlicht, dass beide aber bis Ende Juni 2009 weiterhin die strategische Geschäftsentwicklung verantworten sowie Mitglieder des Verwaltungsrates bleiben würden. Mit Wirkung zum 1. Juni 2005 gaben die beiden Geschäftspartner die übrigen 20 Prozent ihrer Firmenanteile an die Highlight Communication AG ab.